# Jean-Luc Poudroux
« Poudroux » redirige ici.
Jean-Luc Poudroux, né le 29 août 1950 à Saint-Leu (La Réunion), est un homme politique français. Il est président du conseil général de La Réunion de 1998 à 2004 et député de 2018 à 2022.

## Biographie

### Carrière professionnelle
Enseignant de profession, il se met en détachement pour gérer ses mandats électifs avant de prendre sa retraite.

### Parcours politique
Conseiller municipal de Saint-Leu de 1971 à 1977 puis de 1989 à 2015, il est maire de la commune entre 1989 et 2008 (avec un interlude de 2003 à 2004, son adjoint Yannick Payet le remplaçant alors qu'il a privilégié la présidence du conseil général),. Il est battu aux élections municipales de 2008 et de 2014 par Thierry Robert, candidat du MoDem,.
Élu conseiller général dans le canton de Saint-Leu-2 de 1988 à 2008, il préside le conseil général de La Réunion de 1998 à 2004, date à laquelle Nassimah Dindar lui succède alors qu'il ne se représente pas,. Il est défait de justesse en 2008 par Isabelle Poudroux, et ne parvient pas à récupérer un mandat de conseiller général lors de l’élection cantonale partielle de 2009, recueillant 45,6 % des voix au second tour face à Thierry Robert.
Membre de l'UDF, il soutient Jacques Chirac à l'élection présidentielle de 1995. Candidat aux élections sénatoriales de 2001 en tête de la liste « Ensemble pour La Réunion dans la France », soutenue par le RPR, il souffre d'une forte division à droite et ne parvient pas à être élu au Sénat,.
Il fait ensuite partie de l'UMP, dont il est secrétaire départemental à La Réunion de 2003 à 2008, et soutient Nicolas Sarkozy au congrès de 2004 et à l’élection présidentielle de 2007,. Il quitte l’UMP en 2008, après la réélection de Nassimah Dindar à la tête du conseil général par une coalition allant de la gauche aux divers droite, et rejoint le bureau exécutif de l'association de Didier Robert, Objectif Réunion (OR), qui est transformée en parti en 2013,.
Il se présente à l’élection législative partielle de 2018 dans la 7e circonscription de La Réunion, avec le soutien des Républicains, de l'UDI et d’Objectif Réunion. Au premier tour, il arrive en tête avec 27,1 % des voix, dix points devant Pierrick Robert, frère du député déchu, Thierry Robert. Il est élu avec 59,4 % des suffrages au second tour,.
Élu sous l’étiquette « divers droite », il rejoint le groupe Les Républicains à l’Assemblée nationale en tant qu’apparenté,. Il est membre de la commission du Développement durable et de l'Aménagement du territoire.
Dans l’entre-deux-tours de l’élection présidentielle de 2022, il rejoint l’équipe de campagne de Marine Le Pen. Dans la foulée, il annonce qu’il ne se représente pas aux élections législatives de 2022,.
Il adhère au Rassemblement national en 2024,.

## Polémiques
En novembre 2018, le journal satirique réunionnais Le Tangue, en collaboration avec le Consortium international des journalistes d'investigation (ICIJ), révèle que le nom de Jean-Luc Poudroux apparaît dans le scandale des SwissLeaks pour avoir possédé, de 1992 à 1999, un compte en Suisse auprès de la banque HSBC. Selon le député, il y aurait déposé à l'époque l'équivalent de 10 000 €, en espérant « réaliser un placement rentable pour [sa] famille ». Il admet également ne pas avoir déclaré cet argent au fisc afin de ne pas payer d'impôts. Le compte est fermé en 1999. Les faits étant désormais prescrits, ce dossier n'aura aucune conséquence judiciaire. Jean-Luc Poudroux reconnaît avoir commis « une faute morale ».
En septembre 2019, à la suite de la proposition de Jean-Luc Poudroux d’exploiter une nouvelle carrière à Sans Souci (commune de Saint-Paul) pour l’achèvement du chantier de la nouvelle route du Littoral (NRL), sa suppléante à l’Assemblée nationale, Graziella Vergoz, dénonce dans un communiqué de presse « la manipulation de trop » et lui reproche de « bafouer l’intérêt de la population ». Exprimant son ressentiment envers Jean-Luc Poudroux depuis l’élection législative partielle de 2018, elle rompt ses relations avec le député et indique qu’elle dénoncera « toute tentative de manipulation à venir », précisant qu’elle reste sa suppléante jusqu’au terme du mandat que leur ont confié les électeurs.

## Détail des mandats et fonctions

### À l’Assemblée nationale
- 1er octobre 2018 – 21 juin 2022 : député, élu dans la 7e circonscription de La Réunion.

### Au niveau local
- 14 mars 1971 – 12 mars 1977 : conseiller municipal de Saint-Leu.
- 3 octobre 1988 – 16 mars 2008 : conseiller général de La Réunion, élu dans le canton de Saint-Leu-2.
- 19 mars 1989 – 2 avril 2015 : conseiller municipal de Saint-Leu.
- 25 mars 1989 – 16 mars 2003 : maire de Saint-Leu.
- 30 mars 1998 – 1er avril 2004 : président du conseil général de La Réunion.
- 4 avril 2004 – 21 mars 2008 : maire de Saint-Leu.

## Décorations
- Chevalier de la Légion d'honneur (2001)[2].